# Madrid (Nuevo México)
Madrid es un lugar designado por el censo ubicado en el condado de Santa Fe, Nuevo México, Estados Unidos. Según el censo de 2020, tiene una población de 247 habitantes.

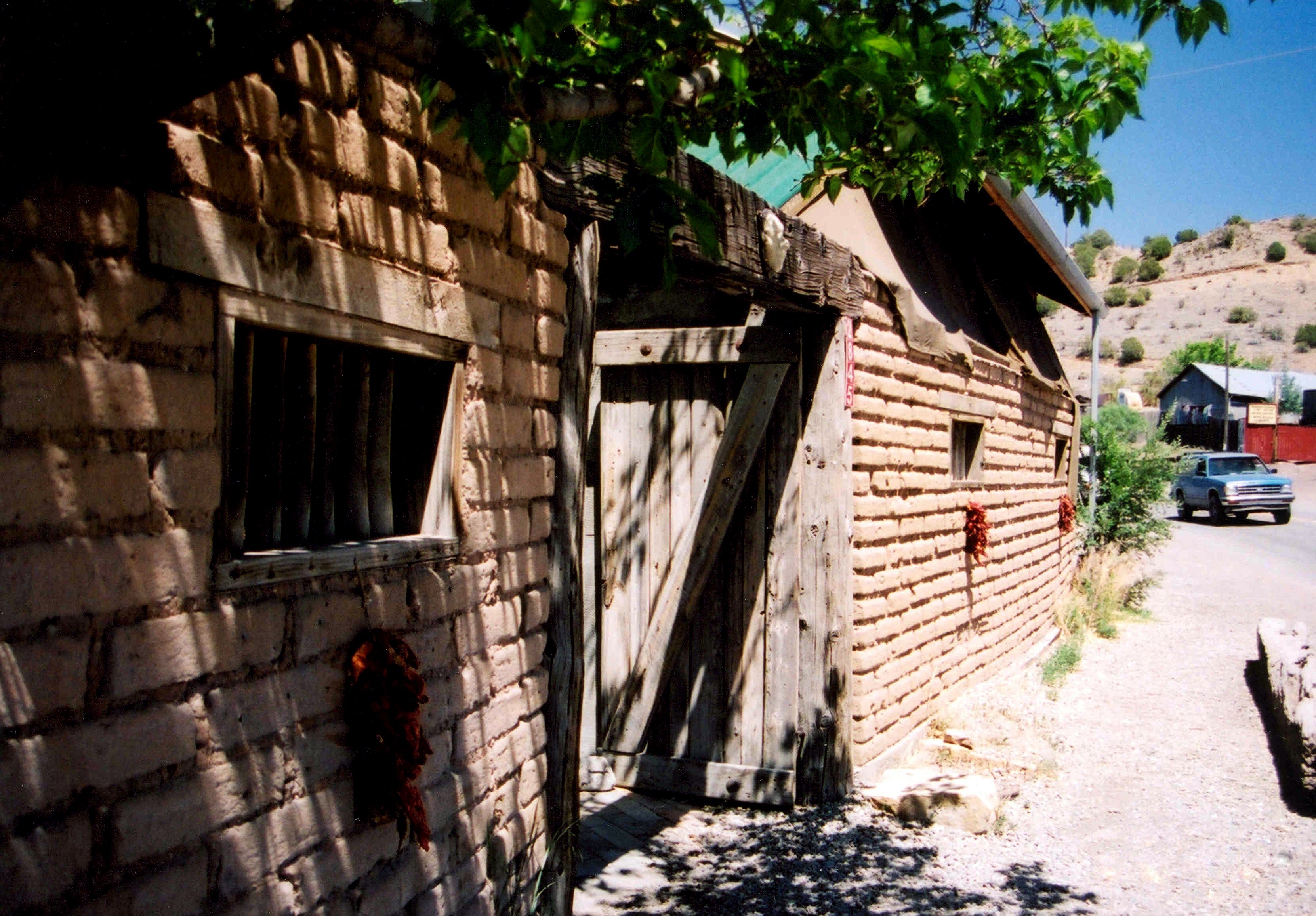
Paredes de adobe en Madrid, Nuevo México.

Toma su nombre de la ciudad de Madrid, capital de España.
Forma parte del área metropolitana de Santa Fe. 
Hoy se ha convertido en una comunidad de artistas con galerías a lo largo de la Ruta Estatal 14 de Nuevo México (The Turquoise Trail, que podría traducirse como El Sendero Turquesa). 
La película Wild Hogs, estrenada en el año 2007 y en la que participaron, entre otros, John Travolta, Tim Allen, Martin Lawrence y William H. Macy, fue rodada parcialmente en esta localidad.

## Geografía
Está ubicada en las coordenadas 35°24′12″N 106°9′14″O / 35.40333, -106.15389. Según la Oficina del Censo de los Estados Unidos, Madrid tiene una superficie total de 3.6 km², correspondientes en su totalidad a tierra firme.

## Demografía
Según el censo de 2020, hay 247 personas residiendo en Madrid. La densidad de población es de 68.6 hab./km². El 85.83% de los habitantes son blancos, el 3.64% son afroamericanos, el 2.02% son amerindios, el 0.40% es de otra raza y el 8.10% son de una mezcla de razas. Del total de la población, el 2.02% son hispanos o latinos de cualquier raza.